# 速霸陸B11S
速霸陸B11S（日语：スバル・B11S）乃是日本富士重工業（今速霸陸公司）在2003年日內瓦汽車展推出的四門豪華旅行概念車。

## 概要
2003年日內瓦汽車展上，時任副主席兼產品研發資深總經理的杉本清領導Fuore Design International設計團隊，打造出這輛四門豪華旅行概念車。車身大量採用流動線條，車身塗裝則是白色珍珠色澤，車室為藍色內裝。前後車門採對開式，因此沒有B柱，後座可以摺疊。最大特色為毛玻璃天窗，具有柔和視覺的效果。動力心臟為3.0L水平對臥六缸雙渦輪增壓EZ30D型引擎，帳面數據為最大馬力400ps、最大扭力56.1kg·m。驅動系統採用AWD全時四輪驅動，並加上五速自排變速箱。

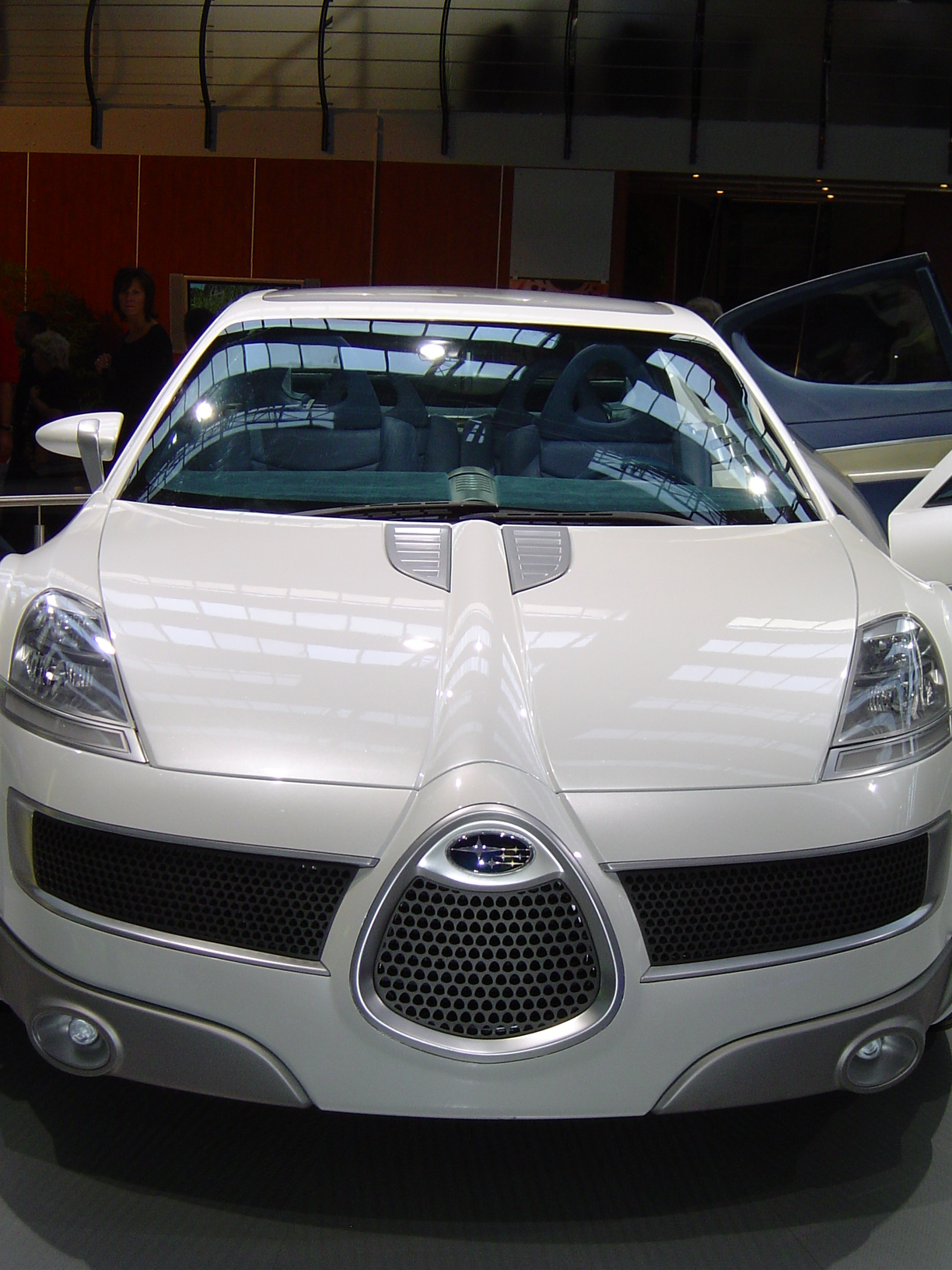
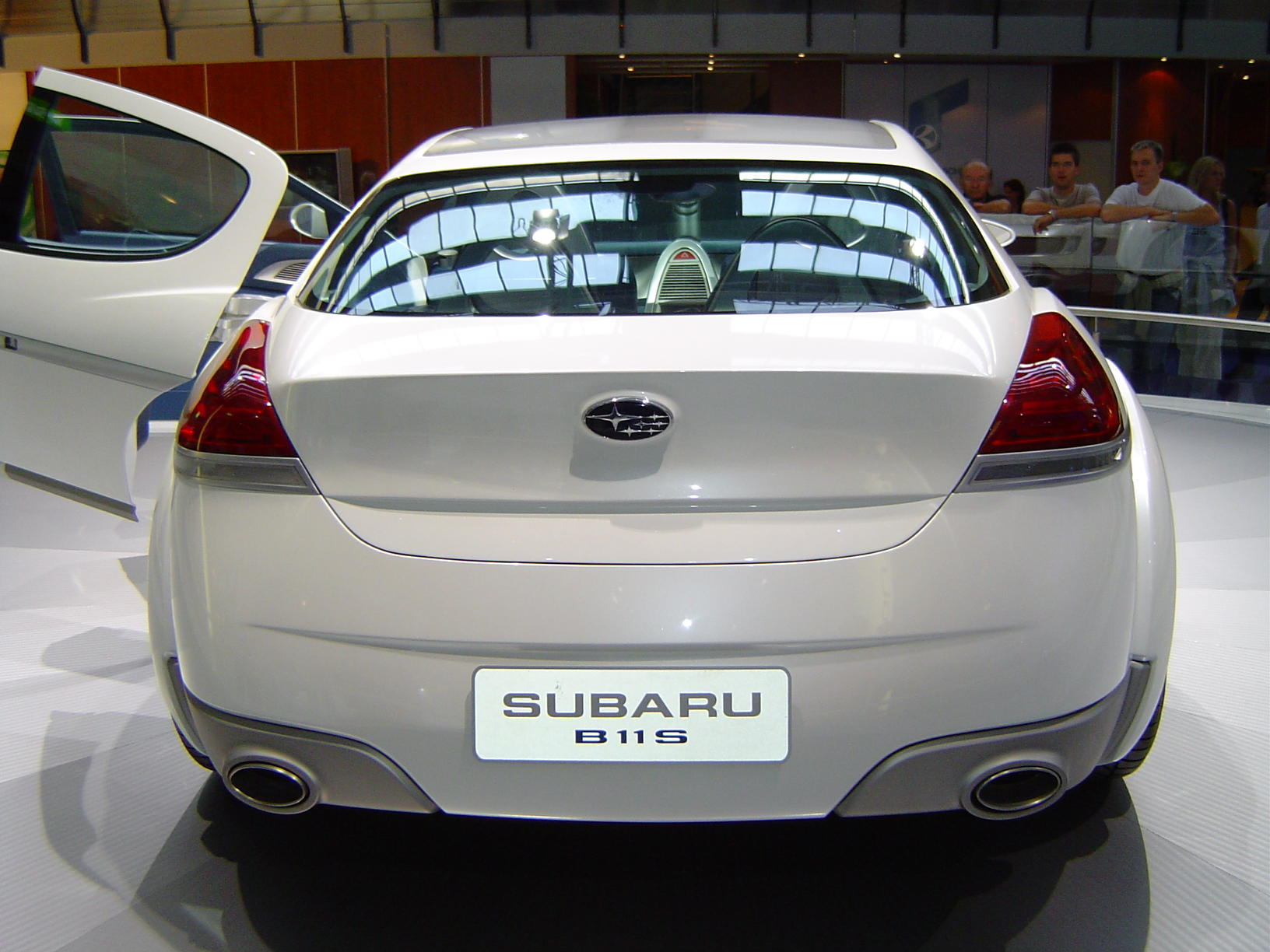
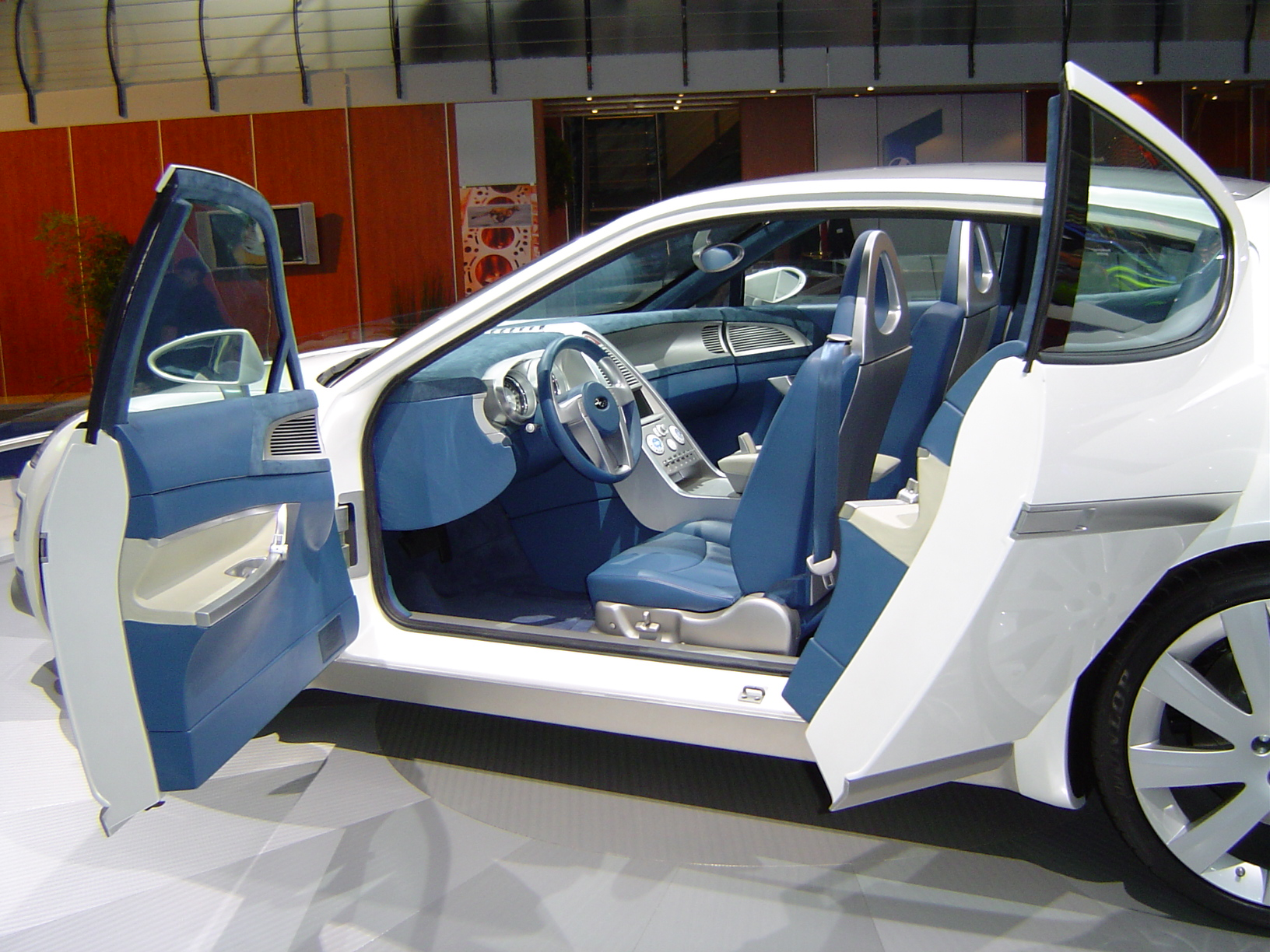

## 外部連結
- （英文）Subaru (Fuji Heavy Industries Ltd.): B11S Concept （页面存档备份，存于）